# Pasărea furtunii
Pasărea furtunii este un film românesc din 1957 regizat de Dinu Negreanu. Rolurile principale au fost interpretate de actorii Mircea Albulescu, Margareta Pogonat, Boris Ciornei și Fory Etterle. Scenariul este bazat pe un roman omonim al scriitorului Petru Dumitriu.

## Prezentare
Adam Jora (Mircea Albulescu) este un tânăr pescar sărac care o iubește pe Uliana (Margareta Pogonat). Părintii fetei doresc însă s-o mărite cu Simion (Boris Ciornei), fiul unui cârciumar. Pentru a scăpa de Adam, Simion îl învinovățește pe acesta de uciderea celor cu care ieșise pe mare în timpul unei furtuni. După mai mulți ani de temniță și după terminarea războiului, Adam revine în satul său natal unde devine responsabil pe un vas pescăresc.

## Distribuție
- Mircea Albulescu  ca Adam Jora
- Marcel Anghelescu
- Costache Antoniu
- Ștefan Ciubotărașu
- George Demetru
- Fory Etterle
- Margareta Pogonat  ca Uliana  (debut cinematografic)
- Paul Sava
- Boris Ciornei ca Simion
- Sandina Stan
- Mircea Constantinescu[2]

## Producție
Filmările au avut loc în vara și toamna anului 1956, cele exterioare au fost realizate la Mamaia-Sat și Ovidiu; cele interioare la Buftea. Cheltuieli de producție  s-au ridicat la 5.743.000 lei.

## Primire
Filmul a fost vizionat de 1.799.445 de spectatori în cinematografele din România, după cum atestă o situație a numărului de spectatori înregistrat de filmele românești de la data premierei și până la data de 31 decembrie 2014 alcătuită de Centrul Național al Cinematografiei.